# François Delessert
Pour les articles homonymes, voir Delessert.
François-Marie Delessert, né le 2 avril 1780 à Lyon et mort le 15 octobre 1868 à Passy, est un banquier et homme politique français.

## Biographie
Deuxième fils du banquier Étienne Delessert et de Madeleine Boy de La Tour, il est élevé à Genève et entra en 1796, à l’âge de seize ans, dans la Caisse d'épargne de Paris, la maison de banque fondée par son père. Il en prit bientôt la direction avec son frère Benjamin.
En 1811, il est appelé à faire partie de la Chambre de commerce de Paris, dont il est six fois élu président (1821-1822, 1825-1826, 1826-1828 et 1832-1838). 
Élu député du 6e arrondissement de Paris le 5 juillet 1831 et le 21 juin 1834, il représente ensuite, du 31 mars 1838 au 24 février 1848, le département du Pas-de-Calais à la Chambre, dont il est vice-président en 1847 et 1848, et où il prend part à toutes les discussions relatives au budget, aux caisses d’épargne, aux douanes, au travail des enfants dans les manufactures, aux salles d’asile, etc.
Ayant succédé à son frère Benjamin, à la mort de celui-ci, aux fonctions de président de la Caisse d'épargne de Paris en 1848, il fait depuis, chaque année de 1849 à 1864, les rapports sur les opérations de cet établissement, auxquels il joignait le détail des opérations des autres caisses d’épargne de France et de l’étranger. Également héritier des précieuses collections botaniques et conchyologiques amassées par son frère, il contribue à les agrandir, et l’Académie des sciences le choisit pour associé libre, à la place du baron Maurice, en 1852.
Ayant survécu neuf mois à son propre fils, François Benjamin Delessert, mort subitement le 25 janvier 1868, il défend qu’on fait aucune invitation d’assister à son convoi. Il avait été décoré de la croix d’officier de la Légion d’honneur en 1828.
Il acquit l’hôtel Lauzon, 27 rue Raynouard, près de ceux de ses frères. Mort en 1868, il est inhumé au cimetière familial de la rue Lekain puis au cimetière de Passy (16e arrondissement de Paris), dans le tombeau de la famille Delessert.

### Vie familiale

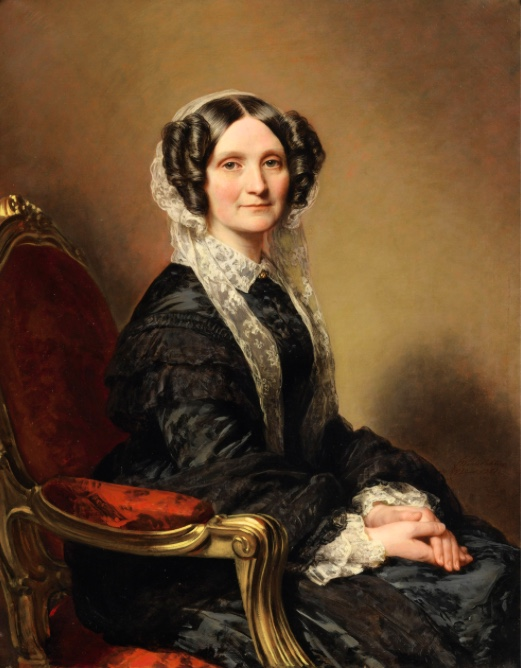
Portrait de son épouse, née Sophie Gautier (1796-1877).

Il épouse sa parente Sophie Gautier (1796-1877), fille du banquier Jean-Antoine Gautier (1756-1800) et de Madeleine Delessert. Ils seront les parents de :
- Caroline (1814-1880), épouse de Jean-Henri Hottinguer
- Charles (1816-1816)
- François Benjamin Marie (1817-1868)
- Anne Marguerite Amélie (1820)
- Julie Stéphanie Marie (1823)
- Madeleine (1831-1910), membre du conseil de direction des Diaconesses de Reuilly, épouse du baron Frédéric Henri Bartholdi[4]

## Pour approfondir